# 塞蒂夫和盖勒马大屠杀

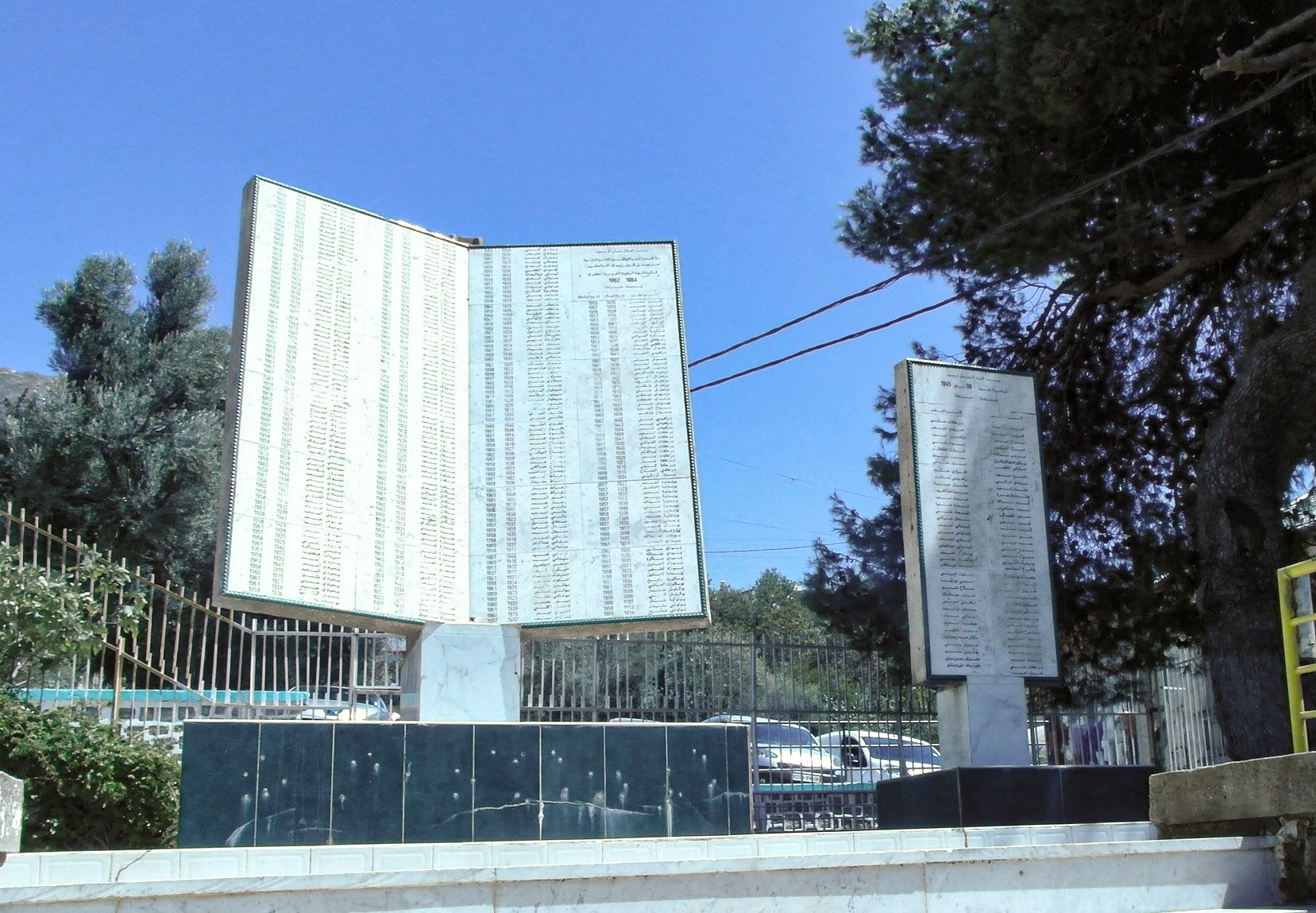
塞蒂夫和蓋勒馬大屠殺紀念碑

塞蒂夫和盖勒马大屠杀是法蘭西殖民帝國当局和黑脚民兵于1945年在法属阿尔及利亚塞蒂夫以及盖勒马周围对阿尔及利亚平民发动的一系列袭击。 
1945年5月8日，约5000名穆斯林在塞蒂夫游行庆祝德國投降。一些人举着反法國殖民統治的横幅。当地法国國家憲兵試圖奪取橫幅，結果遊行群眾與國家憲兵发生了冲突。 为了抗议法国警察向抗议者开枪， 阿尔及利亚本地人在塞蒂夫攻擊當地的黑脚，此次攻擊导致102人死亡。法蘭西殖民帝國当局和黑脚決定报复，他們杀害了塞蒂夫和蓋勒馬约6,000至45,000名穆斯林。
冲突的爆发以及法蘭西殖民帝國当局和黑脚不分青红皂白的报复為未來的阿尔及利亚战争埋下隱患。 

## 事件
二戰前，阿爾及利亞的反殖民運動已經開始組織，領導者包括梅萨利·哈吉和費爾哈特·阿巴斯。阿爾及利亞參與二戰加速了民族主義的發展。1943年，費爾哈特·阿巴斯發表宣言，要求阿爾及利亞獲得自治權，但法國沒有回應，導致民族主義情緒高漲。
1945年5月8日，二戰歐洲勝利日當天，阿爾及利亞人在塞提夫舉行遊行，慶祝勝利並要求獨立。遊行中，示威者與法國警察發生衝突，雙方開火，導致暴力升級。隨後，農村地區的貧困民族主義者襲擊了黑脚，造成約90名歐洲人死亡。

隨後，法國政府對阿爾及利亞人進行了殘酷報復，軍隊和警察大規模屠殺穆斯林平民，甚至動用飛機轟炸村莊，並允許黑脚動用私刑處決阿爾及利亞人。在盖勒马地區，法國官員支持民兵組織，系統性屠殺民族主義者，並受害者被埋進萬人坑。

## 後續
法國報告稱有1,020人死亡，但阿爾及利亞和部分歷史學家估計死亡人數高達數萬。英國歷史學家阿利斯泰尔·霍恩認為6,000人是一個較合理的數字。
這次屠殺成為阿爾及利亞獨立運動的轉折點，許多阿爾及利亞人（包括曾在二戰中為法國作戰的士兵）對法國徹底失望。9年後，阿爾及利亞戰爭爆發，最終在1962年獨立。
在阿爾及利亞，這場屠殺長期被政府低調處理，直到1988年民主化運動後才被重新關注。法國直到2005年才正式道歉。然而，關於這場屠殺是否構成「種族滅絕」仍有爭議，阿爾及利亞政府稱其為「殖民種族滅絕」，但部分學者認為更符合「政治屠殺」。

## 大衆文化
阿爾及利亞電影多次描繪這一事件，如2010年Outside the Law和2021年Héliopolis，後者甚至代表阿爾及利亞角逐奧斯卡獎。